# 枣林湾
32°19′53.74″N 119°5′55.3632″E / 32.3315944°N 119.098712000°E
枣林湾，全称扬州仪征市枣林湾生态园，位于中华人民共和国江苏省扬州市仪征市西侧，为全国首批中日技术合作环境教育基地试点单位。2021年扬州世界园艺博览会也位于枣林湾园区内。